# Лагевники (Люблінське воєводство)
Лагевники (пол. Łagiewniki) — село в Польщі, у гміні Нємце Люблінського повіту Люблінського воєводства.
Населення — 245 осіб (2011).

## Демографія
Демографічна структура станом на 31 березня 2011 року:
|          | Загалом | Допрацездатний вік | Працездатний вік | Постпрацездатний вік |
| -------- | ------- | ------------------ | ---------------- | -------------------- |
| Чоловіки | 127     | 24                 | 92               | 11                   |
| Жінки    | 118     | 23                 | 70               | 25                   |
| Разом    | 245     | 47                 | 162              | 36                   |